# Томаш Батя

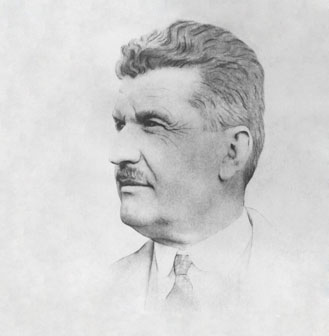
Tomáš Baťa

То́маш Ба́тя (чеськ. Tomáš Baťa; 3 квітня 1876, Злін, Австро-Угорщина, — 12 липня 1932, Отроковиці, Чехословаччина) — чеський промисловець, засновник взуттєвої фірми Bata.

## Дитинство
Пращури Баті облаштувалися в північноморавському місті Зліні ще з XVII ст. Всі вони були шевцями.
Томаш Батя народився 3 квітня 1876 р. у місті Зліні (чеськ. Zlin). Мати Томаша померла, коли йому було 10 років. У 1888 р. його батько Антонін вирішив знову одружитися та перевезти сім'ю і бізнес у місто Угерске Градіште (чеськ. Uherské Hradiště). З шестирічного віку Томаш починає допомагати батькові у майстерні, а в 14 років іде з дому і влаштовується на роботу на фабриці шевських машин у Простейові, де починає розмірковувати над вдосконаленням шевської праці. У 1891 р. Томаш Батя переїжджає до Відня до старшої сестри, де пробує працювати самостійно у шевському бізнесі, але потім повертається до батька, де працює продавцем-комівояжером у батьківській майстерні.

## Сімейний бізнес
24 серпня 1894 р. Томаш, разом зі сестрою Анною та братом Антоніном, маючи невеликий первісний капітал 800 корон (спадок по матері), відкриває у Зліні сімейну взуттєву фабрику. Фабрика спочатку розміщувалась у двох невеликих приміщеннях та мала обладнання та сировину, які було закуплено на виплату. Незабаром сестра Анна вийшла заміж, брат Антонін пішов до армії, таким чином провадити сімейною взуттєвою фабрикою залишився Томаш.
У 1895 р. взуттєва фабрика налічувала 10 постійних працівників, та 40 осіб працювали на виготовленні взуття здому.
Пізніше, коли він став володарем взуттєвої імперії, він згадував:
«Не слід боятись майбутнього! Половина людей на світі ходять босими. А добре взуті заледве пять відсотків людства. Це свідчить, як мало досі зроблено і яка велика робота чекає на шевців усього світу».
У 1900 р. взуттєва фабрика переїхала до спеціально побудованого будинку у Зліні, поряд з вокзалом, де на парових верстатах для пошиття взуття вже працювало 120 працівників.

## «Батьовки»

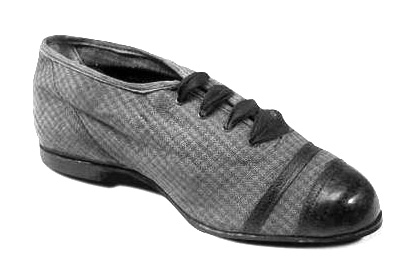
«Батьовки» — популярне дешеве взуття.

Спочатку фабрика Томаша Баті займалась пошиттям повстяного стьобаного взуття (фактично — валянків), але справи йшли не дуже добре. Пошук «свого стилю» та «свого взуття» привів у 1897 р. до виходу на ринок так званих «батьовок» — парусинових ботів на шкіряній підошві та зі шкіряним носком. Завдяки зниженню ціни за рахунок заміни дорогої шкіри на парусину — таке взуття стало доступним для широких верств населення. Вперше стає вигіднішим купити нове взуття, аніж відремонтувати старе. «Батьовки» починають швидко продаватись.

## Навчання в Америці
У 1904 р. Томаш Батя разом з групою своїх працівників вирушає на навчання взуттєвій справі до Америки (штат Массачусетс). Там він знайомиться з конвеєрним виробництвом та набуває досвіду організації виробництва та маркетингу. Після повернення у Злін Томаш Батя запроваджує на фабриці двозмінний режим праці та відкриває відділ продажу.
У 1910 р. на фабриці працює 350 працівників, які щоденно забезпечують випуск 3 400 пар взуття.
У 1920 р. з відділу продажу виростає самостійний відділ — відділ маркетингу та реклами. На фабриці починається випуск фірмової газети та рекламних каталогів, створюється сучасний логотип фірми, вводяться «батьовські» ціни (які закінчуються на «9»), скидки (20-50 %) та розпродажі.

## Власна сім'я
В 1912 р. Томаш Батя одружився з Марією Менчиковою, дочкою керуючого Віденської палацової бібліотеки.
17 вересня 1914 р. у Празі у них народився єдиний син — Томаш Батя-молодший.

## Розвиток рідного міста Злін
У 1923 р. Томаша Батю обирають міським головою Зліна.
Батя був прихильником руху «Місто-сад» — підходу до міського планування, який пропагував забудову у вигляді окремих комун, оточених зеленню. Міста-сади включали сільськогосподарські, промислові та житлові квартали, розміщені згідно з природною гармонією. Застосувавши ці принципи у Зліні, Батя щедро інвестував міську інфраструктуру: від 1894 р. до 1932 р. населення міста виросло від 3 до 35 тис. жителів.
У 1924 р. власник фабрики впроваджує у своїй компанії робітниче самоврядування та починає будувати «новий Злін» — житлові будинки та соціальну інфраструктуру для працівників своєї корпорації. Життєва філософія взуттєвого короля була в тому, що добре працює той, у кого налагоджений побут.
Томаш Батя будує гуртожитки, відкриває у місті лікарню, кінотеатр та кіностудію, спортивні майданчики. В 1925 р. у Зліні відкривають профтехучилище для навчання взуттєвій справі.
Томаш Батя запросив до Зліна найкращих архітекторів, включно зі славним Ле Корбюзьє. У 1930-х рока у Зліні було збудовано один з найвищих у Європі 17-поверховий хмарочос 77 метрів заввишки, де працював адміністративний центр фірми «Батя». Сам Томаш Батя обладнав свій робочий кабінет у великому ліфті, який пересувався поверхами, щоб директор міг оперативно вирішувати виробничі справи.
Для мобільного зв'язку з філіалами компанії Томаш Батя обирає літаки: у Зліні побудовано аеродром, де дирижабль та 6 літаків були готові в будь-який час надати свої послуги. У рідному місті виріс й авіазавод, який налагодив випуск спортивного літака «Тренер».
Інтереси Томаша Баті не обмежуються сферою взуттєвого виробництва, він інвестує гроші в будівництво доріг та розвиток телефонного зв'язку, поліграфічну справу, придбання паперової фабрики, електростанцій, лісопилок та ін.
Навіть після своєї смерті він не кинув рідне місто напризволяще — за заповітом Томаш Батя «прощав» Зліну борг у 4 мільйони крон.
Звертаючись до працівників своєї фабрики, Томаш Батя писав:
«Розвиток наших фабрик тісно повязаний з добробутом усієї округи. Допоки ви керуватиметесь цією ідеєю, ви будете в гармонії з людським єством. Але від тої хвилини, коли ви станете дбати лише про себе і перестанете сприяти своєю роботою та піклуванням про загальне добро, ви більш не будете потрібні нікому і неодмінно впадете». 

## Трагічна загибель
У травні 1932 р. у Відні виходить роман «Данта-гігант»  молодого німецького автора, в життєвому шляху та характері героя якого Томаш Батя впізнає самого себе. Наприкінці роману головний герой гине в результаті авіакатастрофи. Адвокати взуттєвого короля домагаються вилучення з продажу роману.

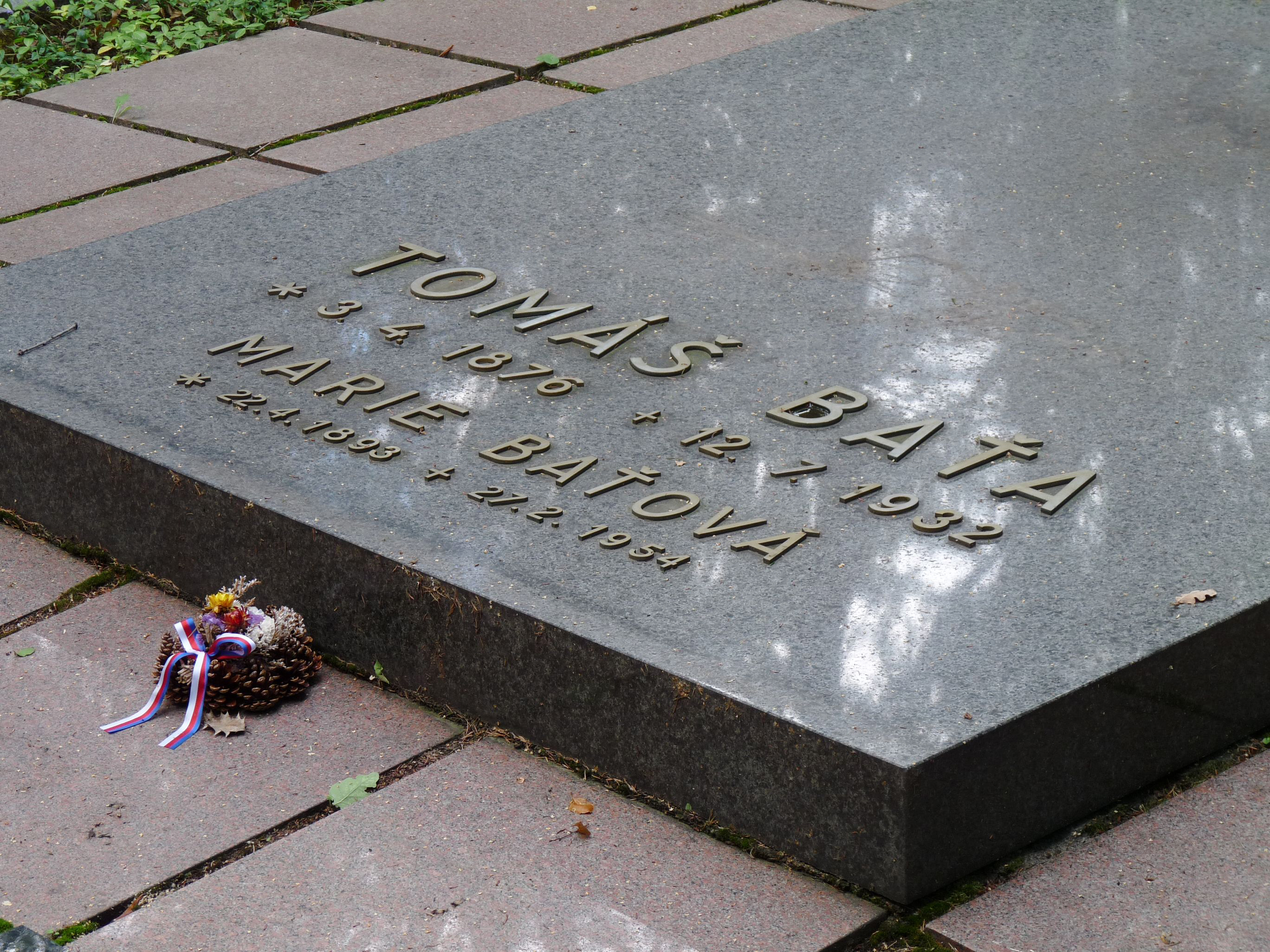
Плита на могилі Томаша та Марії Бата у місті Злін

Томаш Батя загинув разом зі своїм пілотом 12 липня 1932 р. при аварії літака Юнкерс, який розбився у Отроковіцах під час злету в тумані. Батю було поховано на Новому Лісовому кладовищі в його рідному місті Зліні поруч із його пілотом.
У 1993 р. туди була перевезена труна його жінки Марії, похованої у Нью-Йорку.

## Спадщина
За заповітом фірма, яка нараховувала 20 тис. працівників, вартістю 500 млн. $ перейшла до брата Яна Антоніна Баті, який гідно продовжував справу свого брата.